# Dragan Kosić
Pour les articles homonymes, voir Blagojević.
Dragan Kosić est un joueur d'échecs yougoslave, puis monténégrin né le 15 février 1970, grand maître international depuis 1995. 
Au 1er juin 2023, il est le numéro cinq monténégrin avec un classement Elo de 2 428 points.

## Biographie et carrière
Grand maître international depuis 1995, Dragan Kosić finit 1er-3e du championnat de la République fédérale de Yougoslavie en 1994. Il remporta le championnat du Monténégro en 2010 et 2016.
Dragan Kosić a représenté la Yougoslavie lors des olympiades de 1990, 1996, 2004 et 2006, puis le Monténégro lors des olympiades de 2008 (première participation d'une équipe du Monténégro) à 2018, jouant au deuxième échiquier à l'Olympiade d'échecs de 2010. Lors de l'Olympiade d'échecs de 2008, il marqua 6 points sur 9 au troisième échiquier, réalisant une performance de 2 672 points.
Il a également joué à  neuf championnats d'Europe par équipes : avec l'équipe de Yougoslavie en 1992 et 1999, puis de 2007 à 2019 avec l'équipe du Monténégro.